# Exuvie

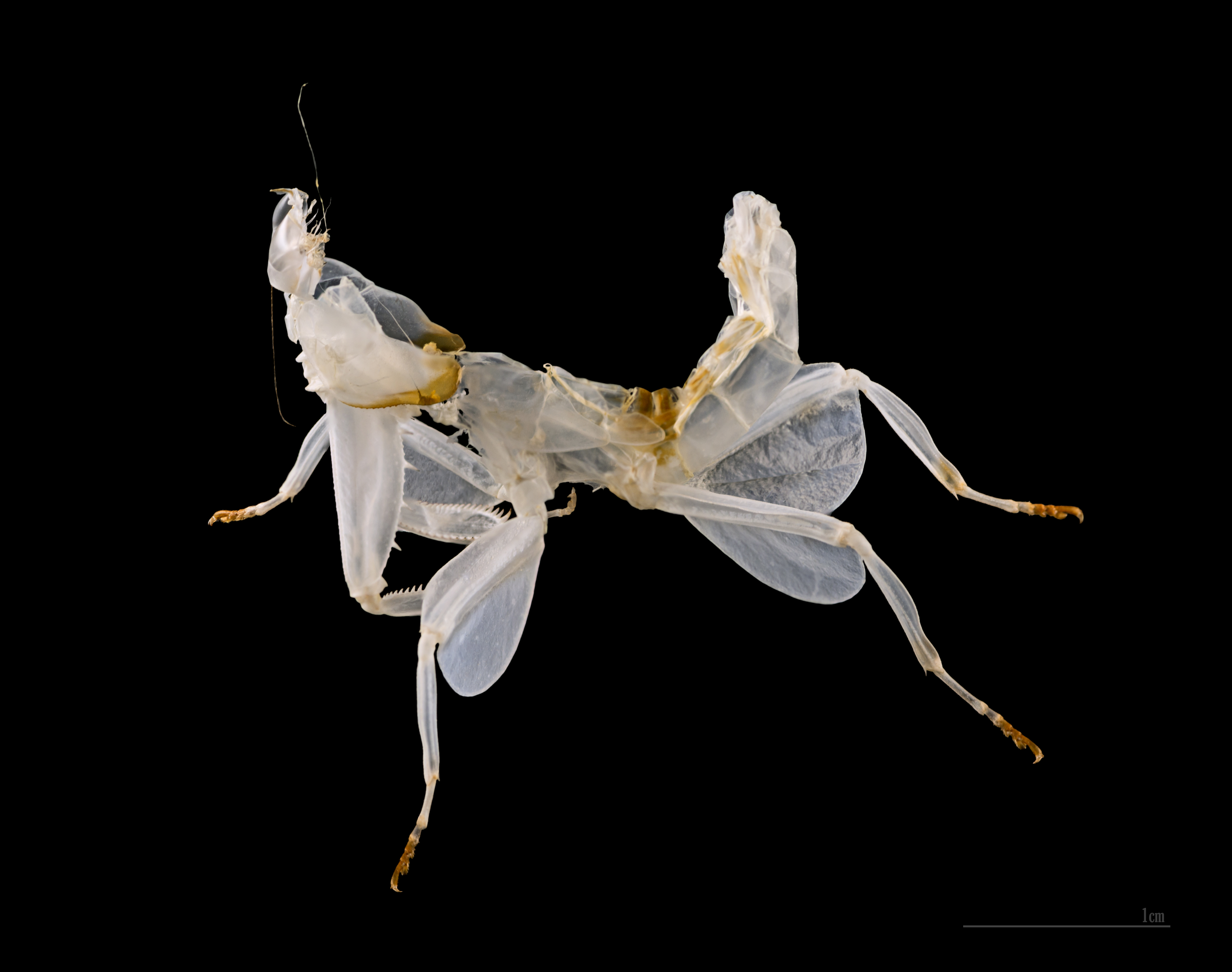
Dernière exuvie de Mante orchidée (photo Muséum de Toulouse).

Chez les ecdysozoaires comme les arthropodes ou, par analogie chez certains squamates, l’exuvie est l'enveloppe (cuticule chitineuse ou peau) que le corps de l'animal a quittée lors de la mue ou de la métamorphose et qui laisse place à une nouvelle cuticule déjà prête en dessous de la précédente.

## Étymologie
Le terme « exuvie » provient du latin exuviae qui signifie dépouilles.

## Fonctions
Probablement par le biais de la sélection naturelle l'exuvie a au moins une double utilité :
- elle permet la croissance de l'animal ;
- elle a une fonction de détoxication de l'organisme[2]. Chez les mammifères c'est le squelette interne qui stocke plus ou moins durablement le plomb (80 % du plomb de tout l'organisme au moins, et plus encore chez le jeune enfant), alors que chez les crustacés qui sont dotés d'un exosquelette (par exemple, chez le crabe violoniste Uca pugnax), la perte de chaque exuvie le débarrasse des métaux toxiques qu'il y a stockés (plomb en particulier) durant toute la phase précédente de croissance : on a montré qu'un crabe violoniste vivant sur un littoral pollué du New Jersey se débarrasse en moyenne de 12 % du cuivre (Cu), de 76 % du plomb (Pb) et de 22 % du zinc (Zn) que son organisme avait bioaccumulé, alors que son homologue vivant dans un environnement non pollué s'est débarrassé respectivement de 3 %, 56 % et 8 % de sa charge en cuivre, en plomb et en zinc[2]. 
Ceci a des conséquences environnementales : en allongeant la durée de l'inter-mue, le pesticide méthoprène freine aussi le processus de détoxication par la mue ; si les humains ne consomment généralement pas les carapaces des crustacés, les prédateurs des crustacés l'ingèrent avec leurs proies. Ils pourraient ainsi absorber des proies ayant accumulé de plus grandes quantités de métaux toxiques quand elles ont été exposées au méthoprène ou à un produit qui aurait les mêmes effets.

## Perturbations environnementales
De nombreux invertébrés grandissent et grossissent via des mues successives dont le rythme est contrôlé par une hormone, (l'Ecdysone chez les Arthropodes). Certains pesticides comme le méthoprène bloquent l'action de cette hormone en s'y substituant (ils miment l'« hormone juvénile » qui empêche le passage au stade adulte). Ces perturbateurs endocriniens visent habituellement des insectes, puces, poux… mais peuvent être emportés par l'eau et potentiellement ou effectivement affecter de nombreux invertébrés aquatiques. En allongeant la durée de l'intermue, et/ou en empêchant la métamorphose de l'individu (mâle ou femelle), celui-ci ne peut alors plus se reproduire car il meurt sans jamais atteindre le stade adulte et de la maturité sexuelle.

## Galerie

Vue accélérée d'une mue de cigale.
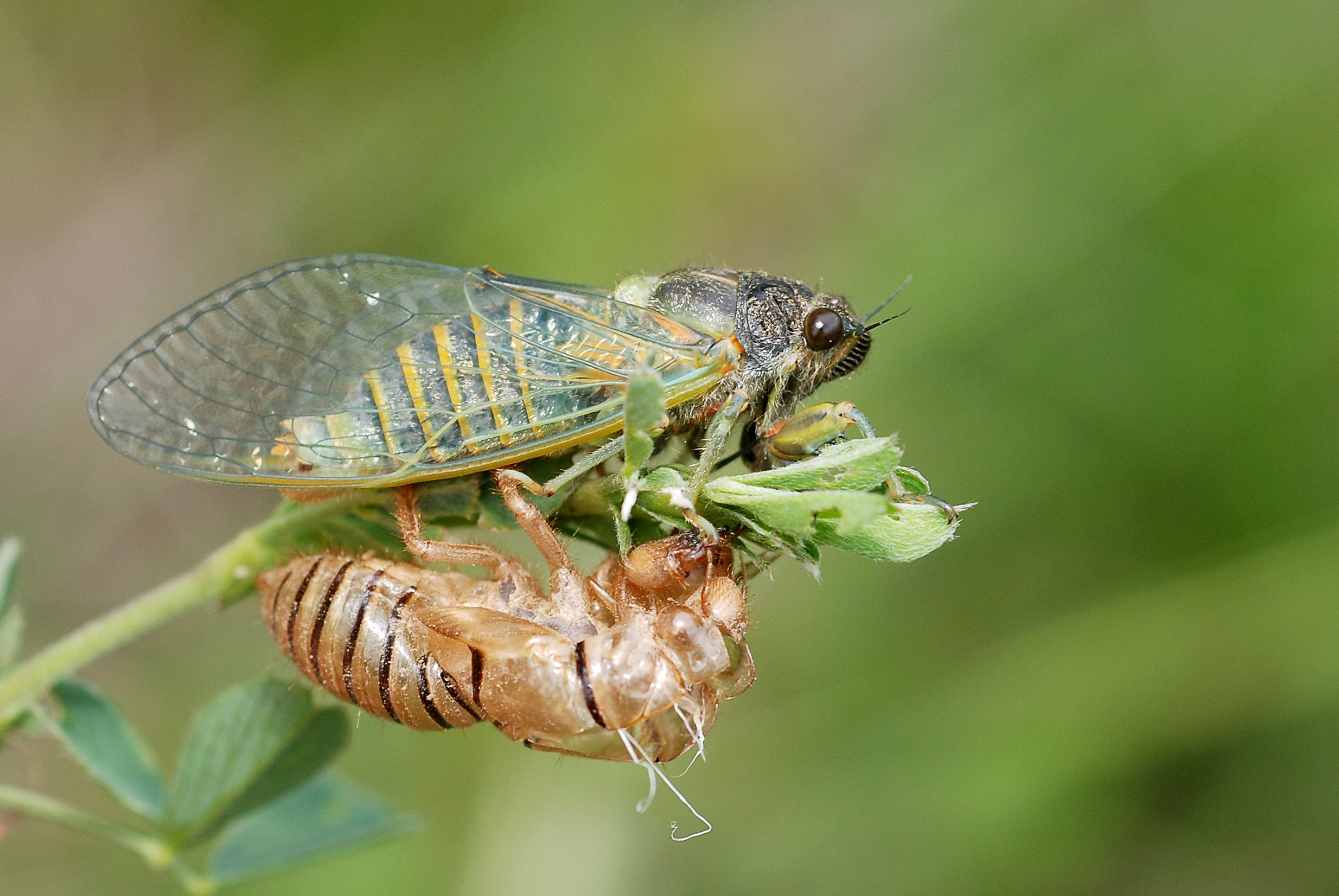
Exuvie de cigale.
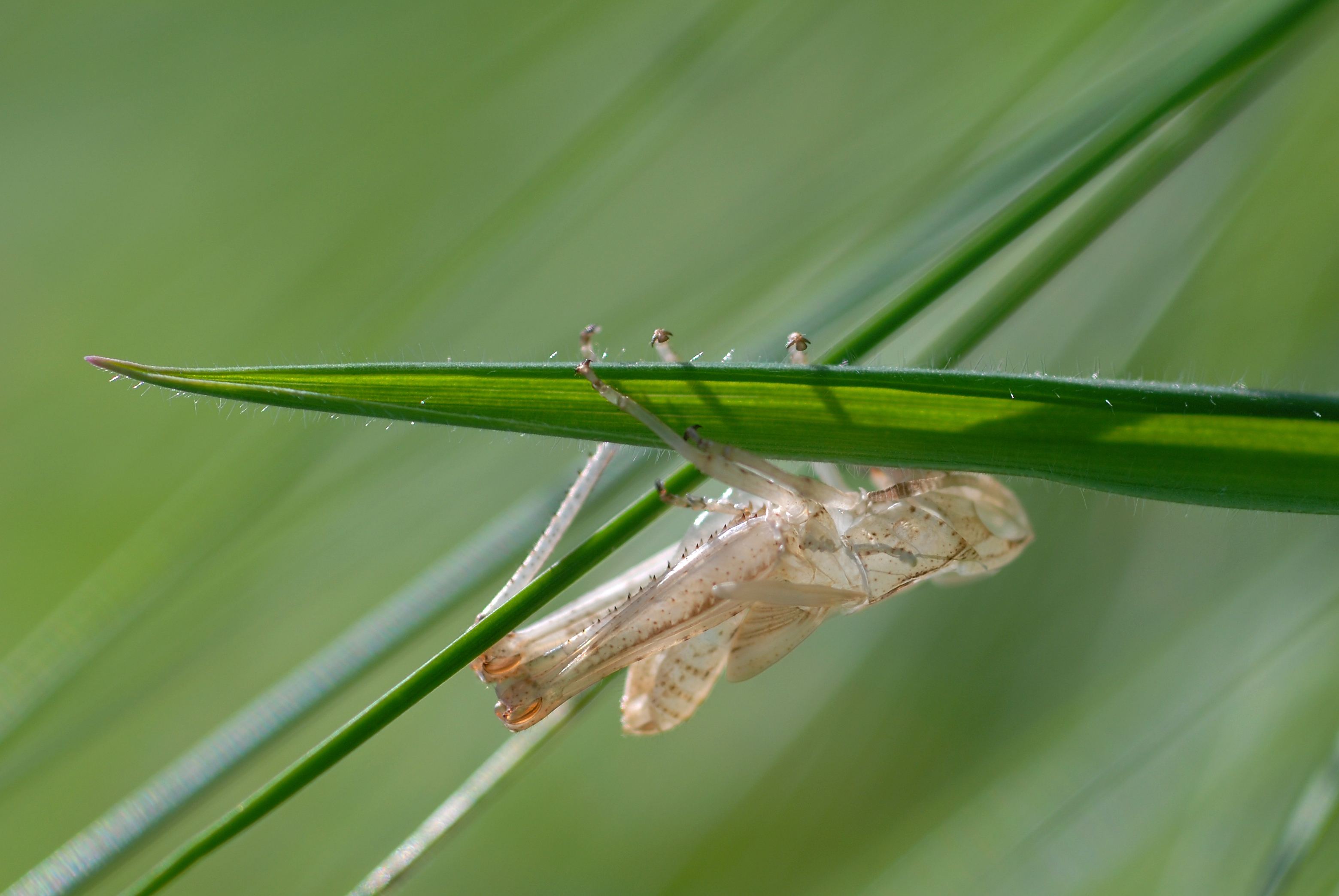
Exuvie de criquet.
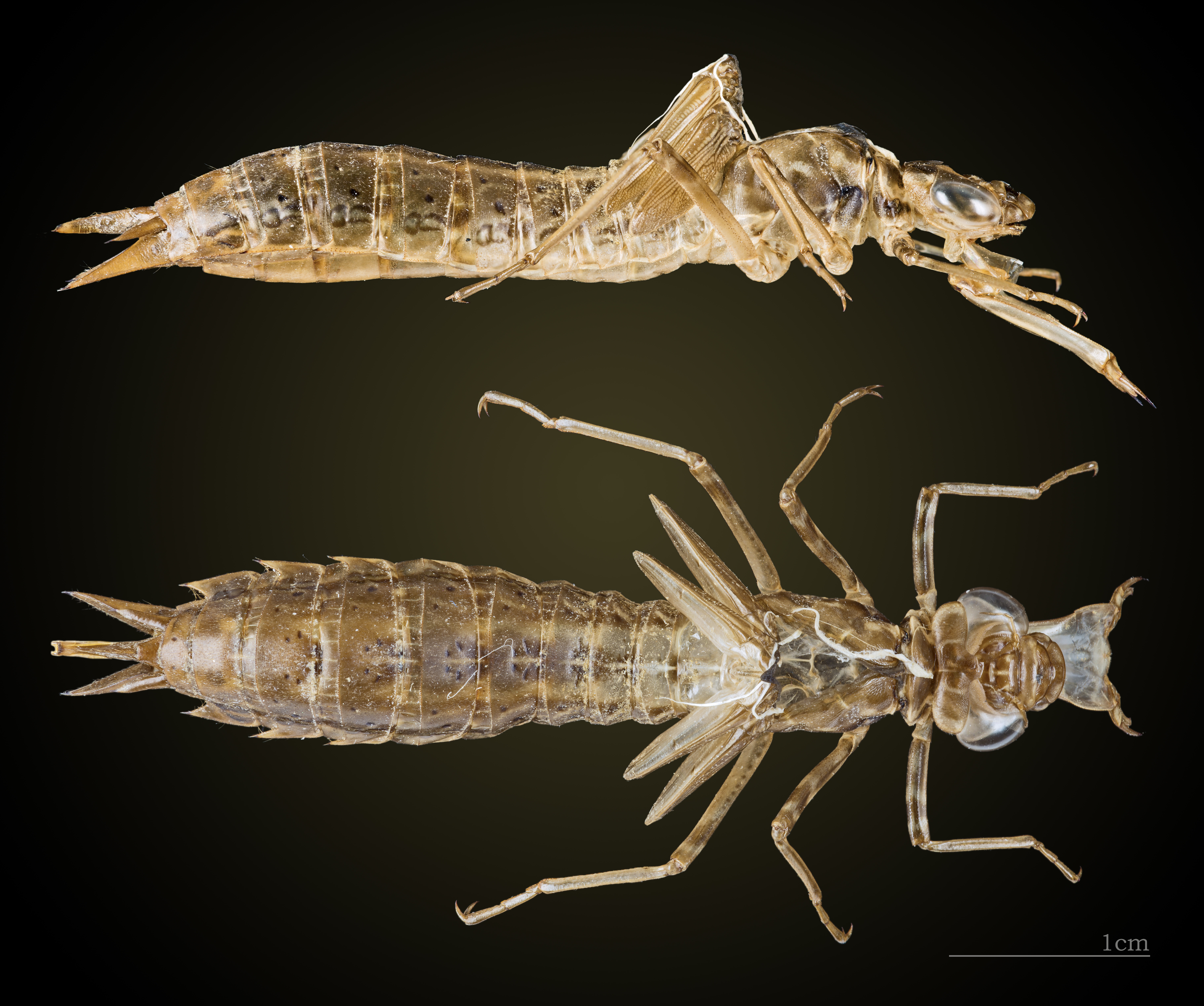
Exuvie de libellule : les fils blancs correspondent à l'enchevêtrement des trachées.
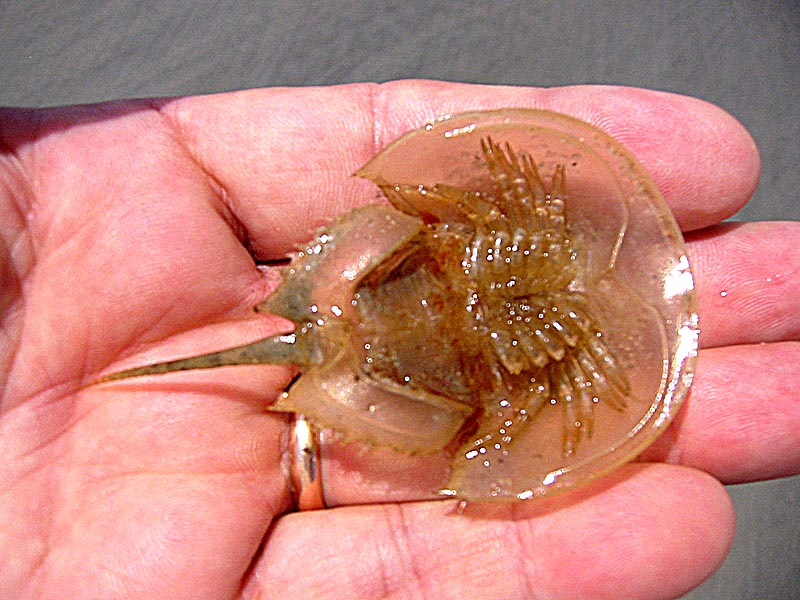
Exuvie de limule, face ventrale.
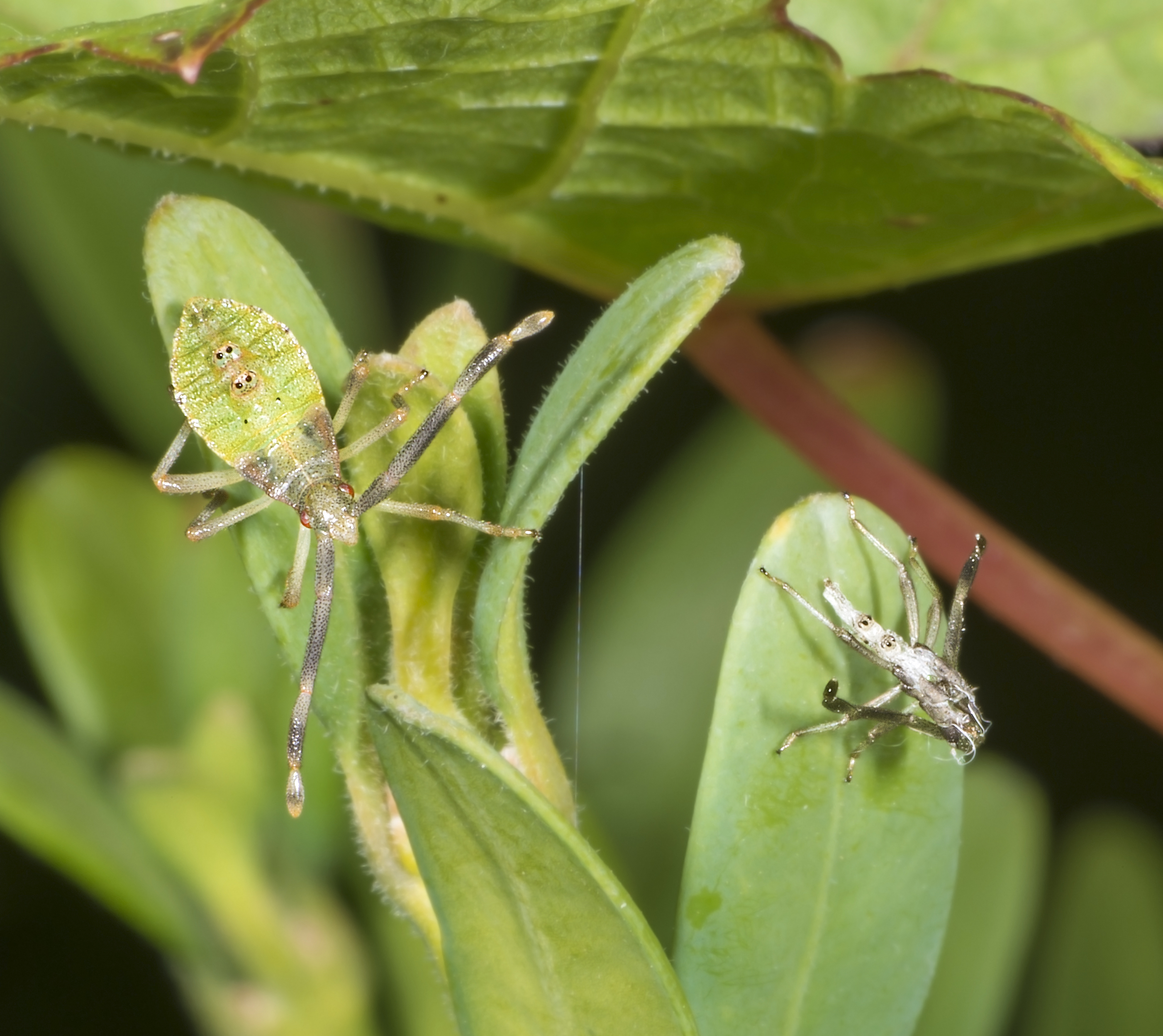
Une punaise avec son exuvie.
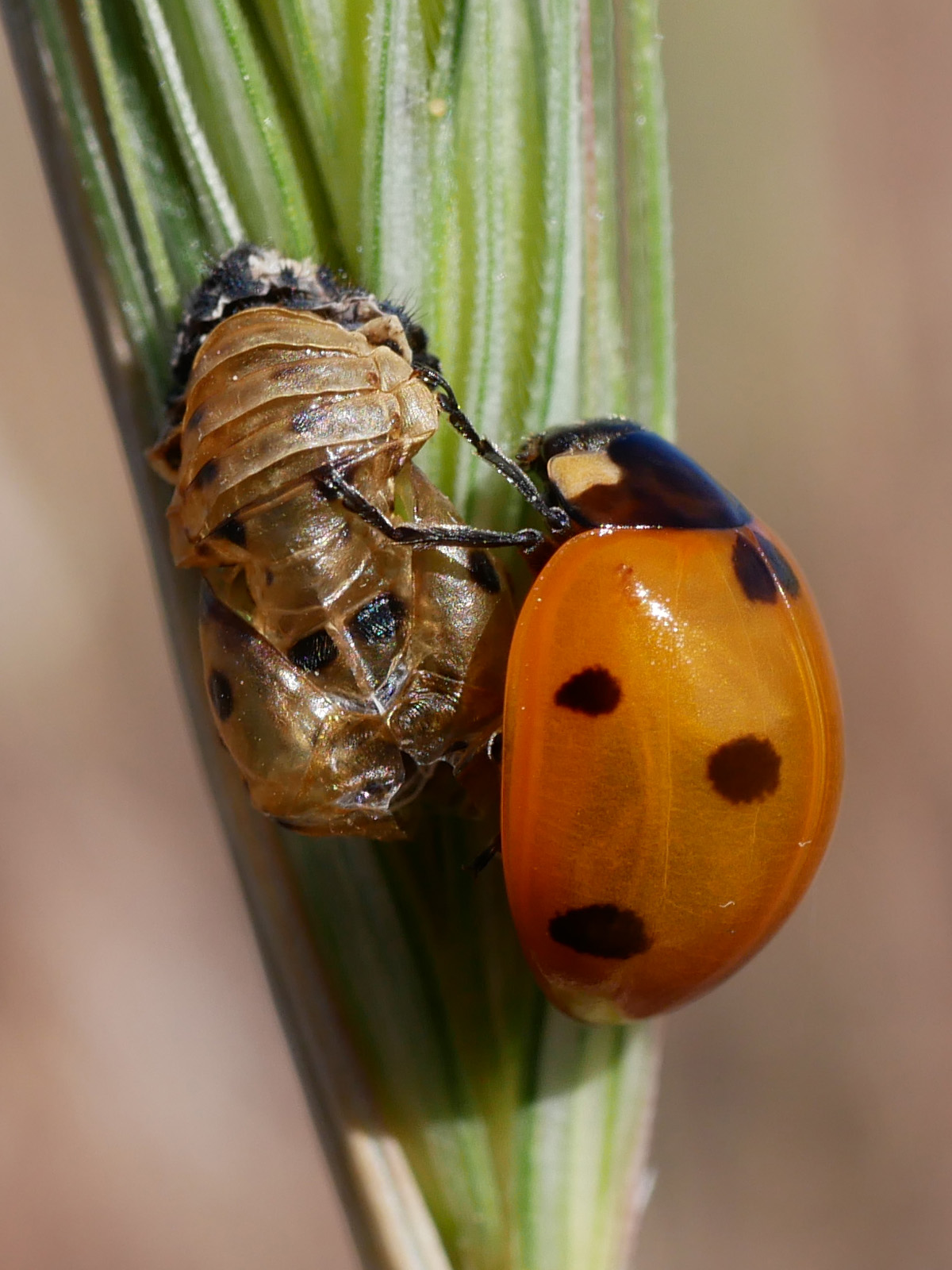
Une coccinelle à sept points fraîchement sortie de son exuvie.